# دانشگاه بالتیمور
دانشگاه بالتیمور (انگلیسی: University of Baltimore) دانشگاه دولتی مستقر در شهر بالتیمور ایالات متحده آمریکا است. این دانشگاه ممکن است که به اندازه سایر دانشگاه‌های این ایالت مشهور نباشد، اما مزایای بسیاری را برای دانشجویان بین المللی فراهم می‌کند.